# جیمز کراگ (کرجی)
جیمز کراگ (کرجی) (به انگلیسی: James Craig (barque)) یک کشتی بود که طول آن ۱۷۹٫۸ فوت (۵۴٫۸ متر) و ارتفاع آن ۱۰۸٫۲ فوت (۳۳٫۰ متر) بود. این کشتی در سال ۱۸۷۴ ساخته شد.